# Paula Hertwig
Paula Hertwig (11 octobre 1889 – 31 mars 1983, 31 mars 1983) est une zoologiste, généticienne et femme politique allemande puis est-allemande. Avec Emmy Stein, elle fonde les bases de la génétique des radiations. Le syndrome de Hertwig-Weyers, qui décrit l'oligodactylie chez les humains à la suite d'une exposition aux rayonnements, porte son nom et celui de son collègue Helmut Weyers.

## Jeunesse et formation
Paula Julie Elisabeth Hertwig naît le 11 octobre 1889. Elle est la fille du zoologiste Oscar Hertwig et la nièce du zoologiste Richard Hertwig. Elle termine ses études secondaires en 1908, au Realgymnasium, puis étudie la zoologie, la botanique et la chimie à l'université Humboldt de Berlin. En 1916, elle obtient son PhD magna cum laude.
D'abord assistante à l'Institut anatomo-biologique de l'Université de Berlin puis, entre 1916 et 1921, elle travaille bénévolement sur la cytogénétique à l'Institut anatomique de son père. Elle collabore avec son frère Günther (1888–1970) à des études sur les effets de la radiation et des produits chimiques sur la division des cellules de grenouilles et d'embryons de poisson.

## Carrière

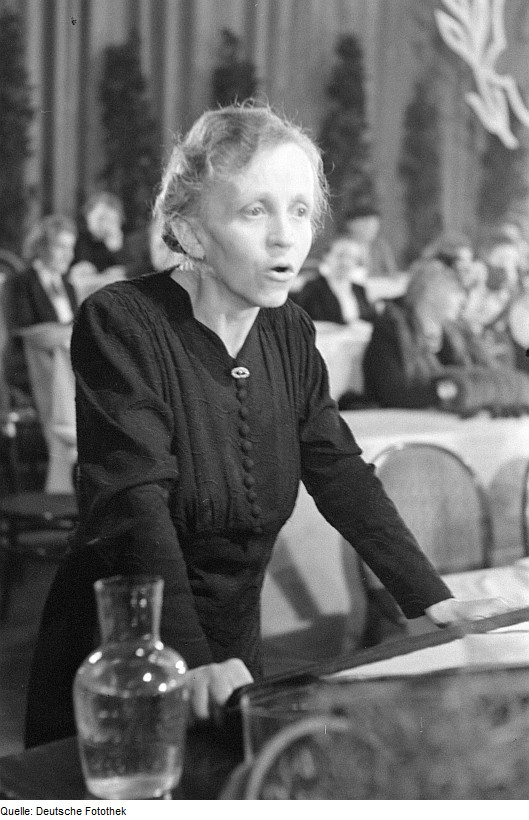
Discours au congrès fondateur de la Ligue démocratique des femmes d'Allemagne en 1947.

Elle obtient son habilitation universitaire dans le domaine de la zoologie en 1919, devenant la première femme de l'université de Berlin autorisée à y enseigner. En 1921, elle est assistante surnuméraire de l'Institut de recherche sur l'hérédité et la reproduction du Collège agricole. Elle commence à étudier la reproduction des poulets. De 1927 à 1945, elle est professeur agrégé de génétique à l'Institut biologique et anatomique de la faculté de médecine de l'université de Berlin. Elle est la première femme biologiste dans une université allemande. Ses recherches sur les souris et rats irradiés deviendront ses travaux les plus connus. Elle fonde, avec Emmy Stein, les bases de la génétique des radiations. Elles analysent l'influence des radiations sur les humains et l'hérédité humaine et concluent que la radiothérapie peut nuire à la descendance. En 1940, elle est nommée chef du service zoologique de l'Institut sur l'hérédité.
Paula Hertwig est membre du Parti démocratique d'Allemagne (DDP). En 1932 et 1933, elle est élue députée au Parlement prussien. Pendant la période du Troisième Reich, en 1937, elle est membre de la Ligue nationale-socialiste allemande des conférenciers, mais ne rejoint pas le parti nazi. 
Elle travaille pour la Société Kaiser-Wilhelm pour le progrès des sciences et devient secrétaire de la Deutschen Gesellschaft für Vererbungswissenschaft (Société allemande pour la science héréditaire). À partir de 1939, elle est assistante de recherche à l'Institut de recherche sur l'hérédité et la reproduction de l'Université de Berlin à Zehlendorf. En 1941-1942, elle participe au projet de recherche DFG Erbschädigungsprobuche sur les souris. En 1948, elle devient professeur de biologie à la faculté de médecine de l'université Martin-Luther de Halle-Wittemberg. 
Le syndrome de Hertwig-Weyers, qui décrit l'oligodactylie chez les humains à la suite d'une exposition aux rayonnements, porte son nom et celui de son collègue Helmut Weyers.
Lors du congrès fondateur de la Ligue démocratique des femmes d'Allemagne en mars 1947, Paula Hertwig est élue membre du Comité fédéral exécutif. Entre 1947 et 1948, elle est présidente de la section de Saxe-Anhalt et entre mars 1948 et mars 1949, elle est membre du premier conseil du peuple de la zone d'occupation soviétique en Allemagne. 
En 1953, elle est élue membre de l'Académie des sciences Leopoldina. En 1955, elle est membre de l'Académie des sciences de Saxe. En 1956, elle reçoit le prix national de la République démocratique allemande et de l'ordre du mérite patriotique en bronze, et en 1959, le titre de scientifique exceptionnel du peuple. L'année suivante, elle prend sa retraite.
En 1972, Paula Hertwig s'installe en Forêt-Noire à Villingen-Schwenningen. L'année suivante la faculté de médecine de l'université de Heidelberg lui décerne un doctorat honoris causa.
Elle meurt le 31 mars 1983.

## Publications (sélection)
- Durch Radiumbestrahlung verursachte Entwicklung von halbkernigen Triton- und Fischembryonen, 1916
- Hertwig, P. Abweichende Form der Parthenogenese bei einer Mutation von Rhabditis pellio. Archiv f. mikr. Anat. 94, 303–337 (1920)[12]
- Ein neuer Fall von multiplen Allelomorphismus bei Antirrhinum, 1926
- Handbuch der Vererbungswissenschaft. III, A. u. C, Partielle Keimesschädigungen durch RAdium und Röntgenstrahlen, 1927
- Die genetischen Grundlagen der Röntgenmutation, 1932
- Energiehaushalt : besondere Einflüsse auf Ernährung und Stoffwechsel, 1932
- Die künstliche Erzeugung von Mutationen und ihre theoretischen und praktischen Auswirkungen, 1932
- Handbuch der Ernahrung und des Stoffwechsels der Landwirtschaftlichen Nutztiere als Grundlagen der Futterungslehre. 4, Energiehaushalt. besondere Einflusse auf Ernahrung und Stoffwechsel, 1932
- Geschlechtsgebundene und autosomale Koppelungen bei Hühnern, 1933
- Deutsche Gesellschaft Vererbungswissenschaft : Bericht über die ... Jahresversammlung Im Auftrage der Gesellschaft herausgegeben von Paula Hertwig., 1934
- Erbanlage und Umwelt, 1934
- Der Alkohol in seiner Wirkung auf die Fortpflanzungszellen, 1935
- Artbastarde bei Tieren, 1936
- Handbuch der Vererbungswissenschaft, 1936
- Strahlenschäden und Strahlenschutz im zellulären Bereich, 1957
- Anpassung, Vererbung und Evolution., 1959
- Differences in the development capabilities of F₁ mice after x-raying of spermatogoniia and mature and immature spermatozoa, 1959